# Jungang-dong, Gangneung
Jungang-dong (koreanska: 중앙동) är en stadsdel i staden Gangneung i provinsen Gangwon i den nordöstra delen av Sydkorea, 170 km öster om huvudstaden Seoul.